# Dick Bor
Dick (officieel Dirk) Bor (9 april 1944 – Amsterdam, 3 augustus 2007) was een Nederlands violist die verbonden was aan het Nederlands Philharmonisch Orkest.

## Jeugd
Bor studeerde viool bij zijn vader, Jan Bor, en later bij Oskar Back en bij Max Rosthal in Keulen en in Bern. In de jaren vijftig trad hij op als wonderkind en op zijn twintigste was hij de jongste concertmeester van het Duitse Westfälisches Sinfonieorchester.

## Activiteiten
In 1969 schreef de Hongaars-Nederlandse componist Géza Frid een concert voor drie violen en orkest (een unicum in de vioolliteratuur) voor hem, zijn broer Christiaan Bor en hun collega Emmy Verhey. Dick Bor was jarenlang bestuurslid van de Nederlandse Toonkunstenaarsbond en heeft in die functie veel voor de betrokken musici kunnen betekenen bij de noodgedwongen fusie van het Utrechts Symfonie Orkest (waar hij concertmeester was), het Amsterdams Philharmonisch Orkest en het Nederlands Kamerorkest in 1985.
Bij het door deze fusie ontstane Nederlands Philharmonisch Orkest was Bor vele jaren eerste concertmeester. In de jaren zeventig en tachtig had hij met pianist Polo de Haas een serie 'Schertsconcerten' met vele gasten, met wie ze amusante muzikale curiosa ten gehore brachten. Een kort, maar opvallend onderdeel van de Schertsconcerten, het thema van de Campanella van Franz Liszt, gespeeld op steeds kleinere violen van een minicello tot een vrijwel onhoorbaar, minuscuul speelgoedviooltje, haalde ten tijde van de stringente bezuinigingen van staatssecretaris Rick van der Ploeg als 'bezuinigingsconcert' het NOS-journaal.
Bor overleed op 63-jarige leeftijd in zijn woonplaats Amsterdam aan een hartaanval.

## Weetje
In kleine kring verwierf Bor bovendien bekendheid doordat hij een verzameling had aangelegd van alle exemplaren van NRC Handelsblad die vanaf de fusie tussen de Nieuwe Rotterdamsche Courant en het Algemeen Handelsblad (1 oktober 1970) tot de dag van zijn dood waren verschenen.